# Samuel Schmid
Samuel Schmid (Rüti bei Büren, Cantón de Berna, Suiza, 8 de enero de 1947) es un político suizo, exmiembro de la Unión Democrática de Centro (UDC) y actual miembro del Partido Burgués Democrático. 

## Biografía
Estudió derecho en la Universidad de Berna y ejerció la profesión de abogado y notario público. Fue alcalde de su municipio natal de 1974 a 1982, diputado del Gran Consejo bernés (asamblea cantonal) de 1992 a 1993, consejero del parlamento suizo de 1994 a 1999 y luego diputado en el Consejo de los Estados de 1999 a 2000. Presidió el grupo de la UDC en la Asamblea Federal en 1998 y 1999. 

### Consejo Federal
Perteneciendo a la sección moderada de su partido, el 6 de noviembre de 2000 es elegido en la sexta vuelta como consejero federal, luego de haber eliminado a los candidatos oficiales de su partido, Rita Fuhrer y Roland Eberle. Dirige desde 2001 el departamento federal de Defensa, protección de la población y deportes. Ganó dos referendos contra los medios aislacionistas (entre ellos su mismo partido), sobre la participación de soldados suizos en misiones que promuevan la paz (10 de junio de 2001) y logró que se adoptara la reforma de las fuerzas armadas (Ejército XXI) el 18 de mayo de 2003. 
Vicepresidente del consejo federal en 2004, fue presidente de la Confederación Suiza en 2005. Durante su mandato, efectuó visitas sorpresas sobre el terreno, lo que le permitió encontrarse en medio de la población (bomberos, agentes de aduana, personal hospitalario, etc.). La opinión pública lo cataloga como un hombre ponderado y que inspira confianza.
Tras haber sido reelegido al Consejo federal en diciembre de 2007, Schmid perdió el apoyo de su partido, luego de que Christoph Blocher no hubiera sido reelecto y que en su lugar fuera elegida Eveline Widmer-Schlumpf. A partir de ese momento Schmid fue excluido de las sesiones del grupo parlamentario de su partido. El 2 de junio de 2008, después de que la sección de la UDC de los Grisones fuera excluida del partido nacional, algunos miembros de la sección bernesa informaron que querían formar un nuevo partido. El 21 de junio, cinco días después de la sección grisona, los berneses informan de la creación de la sección bernesa del Partido Burgués Democrático, al cual Schmid se une de inmediato. Desde entonces la UDC no cuenta con representación en el CF. 
El 12 de noviembre de 2008, Samuel Schmid anuncia su renuncia al cargo de consejero federal con efecto al 31 de diciembre de 2008, debido al deterioro de su salud. El 10 de diciembre de 2008 fue elegido Ueli Maurer como su sucesor.
Schmid está casado y es padre de tres hijos. 